# LC Concept
LC Concept est un format de son numérique associé à une pellicule 35 millimètres inventé par  Pascal Chédeville,  Elisabeth Löchen  en étant la co-créatrice, (d'où son nom de LC). Le LC Concept a été présenté à Paris le 26 juin 1991

## Technique
Les trois brevets dont Pascal Chédeville est déclaré « inventeur » sont les suivants :
- le brevet FR 2646048 en coinvention avec Thierry Lebon et Michel Bonnet, déposé le 17 avril 1989 à la demande de la Sarl MERJITHU : SALLE POLYPHONIQUE A SON HOMOGENE ET INSTALLATION DU MEME TYPE[3] ;
- le brevet FR 2647561 déposé en coinvention avec Jean-Georges Kaspar le 24 mai 1989 à la demande de Pascal Chédeville et Jean-Georges Kaspar : DISPOSITIF HAUTE FIDELITE DE REPRODUCTION DU SON POUR LE CINEMA[4] ;
- le brevet FR 2684463 déposé le 3 décembre 1991 à la demande de Pascal Chédeville et d’Élisabeth Löchen : DISPOSITIF HAUTE FIDELITE DE REPRODUCTION DU SON AU CINEMA[5].

Son fonctionnement repose sur la synchronisation entre un disque magnéto-optique de type CD-ROM (environ 100 minutes par CD), lus dans les salles avec un lecteur  spécifique (DTS – 6D), et la pellicule 35 mm du film projeté. La synchronisation est assurée par un code temporel (timecode), imprimé sur la pellicule, entre les perforations et le bord de la pellicule et qui permet d'assurer ainsi la synchronisation entre le son et l'image. Ce procédé est compatible avec d'autres formats analogiques, du type Dolby SR, Dolby stéréo ou mono.[réf. nécessaire]
- le LC 4 : quatre canaux sonores peuvent être restitués, les trois premiers correspondant à des enceintes situées derrière l'écran, à gauche, à droite et au centre de l'écran, le quatrième étant lui partagé entre les enceintes d'ambiances réparties tout au long de la salle, à droite et à gauche ;
- le LC 6 correspondant à un plus classique son 5.1.

Cette séparation des supports du son et de l'image avait déjà été tentée auparavant, sans succès car ils ne géraient pas les coupes ou modifications en temps réel. C'était une vraie nouveauté. Le taux de compression suit celui de MUSICAM (en), qui est un des ancêtres du MPEG. L'avantage du codage choisi, c'est qu'il peut permettre un montage du son avec une précision à l'image près. Pour la qualité, c'était évidemment bien au-dessus du MP3 de maintenant. Des tests  A/ B avaient été faits en studio au niveau des mixeurs et certains se perdaient entre le compressé et l'original.[réf. nécessaire]

## Exploitation commerciale
(septembre 2024).
Si vous disposez d'ouvrages ou d'articles de référence ou si vous connaissez des sites web de qualité traitant du thème abordé ici, merci de compléter l'article en donnant les références utiles à sa vérifiabilité et en les liant à la section « Notes et références ».
En pratique : Quelles sources sont attendues ? Comment ajouter mes sources ?
Le procédé LC Concept a eu une existence commerciale très courte. En effet, quatre ans après son apparition, il a été supplanté par le DTS, un procédé très similaire que les auteurs du LC Concept ont attaqué en justice. Les brevets du DTS étaient strictement identiques à ceux du LC et ils avaient été déposés 18 mois plus tard ! C'est ce qui a valu au film Jurassic Park, le premier film exploitant le DTS, de n'être projeté qu'en analogique en France, à la suite d'une décision de la justice française. Les financiers français ont eu peur et n'ont pas soutenu le projet français. Le DTS a été très vite adopté par la majorité des poids-lourds hollywoodiens qui ne voulaient pas déplaire à Spielberg, les fondateurs du LC Concept furent obligés de céder leurs brevets aux américains afin d'éviter de se faire complètement déposséder de leur invention pour rien.[réf. nécessaire] Puis DTS a demandé à Elisabeth Löchen de les rejoindre, reconnaissant par là l'importance de son travail dans l'existence du LC concept. 

## Exemples de films ayant utilisé le LC Concept
Malgré tout, et en raison des quelques années d'avance qu'a eu le LC Concept sur le DTS, de nombreux films ont été distribués avec ce procédé, parmi lesquels  Cyrano de Bergerac de Jean-Paul Rappeneau, L'Amant réalisé par Jean-Jacques Annaud, Tous les matins du monde d'Alain Corneau, Basic Instinct de Paul Verhoeven, Cliffhanger : Traque au sommet (Cliffhanger) de Renny Harlin ou encore Arizona Dream d'Emir Kusturica. Certaines salles parisiennes comme le Max Linder Panorama organisent encore, parfois[Quoi ?], des projections de certains de ces films en LC Concept.
Au nombre des films diffusés en LC, on peut également citer : 
- L'Accompagnatrice, 1992 ;
- Backbeat : Cinq Garçons dans le vent, 1994 ;
- Until the End of the World de Wim Wenders, 1991.
- L 627 de Bertrand Tavernier
- La Belle Histoire de Claude Lelouch
- Bitter Moon de Roman Polanski
- Falling down de Joel Schumacher avec Michael Douglas
- Entre Ciel et Terre de Oliver Stone
- Silent Point de Sam Shepard

## Salles où le LC Concept fut diffusé

### Paris
Kinopanorama, Max Linder Panorama, Gaumont grand écran Italie, UGC Triomphe, UGC Normandie, Forum Horizon. Gaumont Marignan [réf. nécessaire]

### Lyon
Astoria (projection de "Tous les matins du Monde").[réf. nécessaire]

### Bruxelles
UGC De Brouckère[réf. nécessaire]